# NGC 3499
NGC 3499 is een spiraalvormig sterrenstelsel in het sterrenbeeld Grote Beer. Het hemelobject werd op 17 april 1789 ontdekt door de Duits-Britse astronoom William Herschel.

## Beta Ursae Majoris (Merak)
Vanaf de aarde gezien bevindt het stelsel NGC 3499 zich schijnbaar zeer dichtbij de relatief heldere ster beta Ursae Majoris (Merak). Deze heldere ster is de westelijkste van de zeven sterren van het bekende asterisme Steelpan. NGC 3499 is net ten zuidoosten van Merak te vinden. Amateurastronomen, gewapend met telescopen, kunnen pogingen ondernemen om alsnog iets te zien te krijgen van NGC 3499, daar de helderheid en het schijnsel van Merak een storende invloed kan vormen, vooral als het licht van deze heldere ster reflecties veroorzaakt in het lenzenstelsel van de telescoop.

## Synoniemen
- UGC 6115
- MCG 9-18-80
- ZWG 267.37
- ZWG 291.24
- PGC 33375